# Федінчик Андрій Григорович
Андрі́й Григо́рович Феді́нчик (25 лютого 1985 , Улан-Батор ) — український актор театру, кіно та дубляжу. Заслужений артист України (2021).

## Біографія
Народився 25 лютого 1985 року у місті Улан-Батор Монгольської Народної Республіки. Дитинство і юність провів у Житомирі.
У дитинстві був актором Дитячого театру-студії пантоміми «Диваки». В юності захопився спортивною гімнастикою та східними єдиноборствами, грою на гітарі, був капітаном шкільної команди КВК.
Після закінчення школи вступив до Київського національного університету театру, кіно і телебачення імені Івана Карпенка-Карого на факультет «Актор театру, кіно і телебачення» (курс Юрія Мажуги), який закінчив у 2006 році.
Зі студентських часів працював у Київському академічному Молодому театрі, Київському академічному театрі юного глядача на Липках, Муніципальному театрі «Київ». З 2012 року — актор Київської академічної майстерні театрального мистецтва «Сузір'я».
Ще за часів навчання у КНУТКіТ почав зніматися у телесеріалах і фільмах. Перші роботи — телесеріали «Мухтар», «Міський романс» тощо.
У 2019 році вийшов фільм Олексія Шапарєва «Крути 1918», де Андрій зіграв Олексу Савицького. Це перша роль актора у повнометражному художньому фільмі.
У 2022 році з початком війни в Україні він одразу поповнив ряди тероборони Житомира.

## Родина та особисте життя
Перша дружина — Вікторія.
Друга дружина — українська акторка Наталка Денисенко. Молоді люди познайомилися на зйомках серіалу «Клан ювелірів», де вони зіграли закоханих. Своє весілля вони відсвяткували на Мальдівах Восени 2017 року у пари народився син, якого назвали Андрієм..

## Театральні роботи
- «У день весілля» автор В. Розов, персонаж Васька Заболотний, режисер Ю. Мажуга
- «Феодал» автор К. Гольдони, персонаж Арлекіно, режисери О. Раєнко, М. Мискун
- «Лускунчик 2004», автор А. Ірванець, персонаж Сашко, режисер А. Сенчук
- «Вечір з гарненькою та самотньою» автор О. Єрнєв и Ханох Левин, персонаж Володимир, режисер Т. Трунова
- «Холостяки та холостячки» автор Ханох Левин, персонаж Знайдух, режисер Т. Трунова
- «Антігона» автор Жан Ануй, персонаж Креон, режисер С. Тіхомиров-Соловей
- «Гравці» автор М. Гоголь, персонаж Глов молодший, режисер І. Вялов
- «Циліндр» автор Едуардо Де Філіппо, персонаж Антоніо, режисер К. Лінартович

## Фільмографія
- «Міський романс», 2006
- «Серцю не накажеш», 2007, Сергій Бударин
- «Повернення Мухтара-5», 2009
- «Завтра починається вчора», 2009, Сергій Ілларіонов
- «1941», 2009, Мирон
- «1942», 2010, Мирон
- «Віра. Надія. Любов», 2010, Борис Строєв
- «Таксі», 2011—2013, міліціонер
- «День 7305», 2011 (короткометражка)
- «Мамочко моя», 2012
- «Коханець для Люсі», 2012, Павло Махонін
- «Порох і дріб», 2012, Володимир Семенов
- «Параджанов», 2013, Міша
- «Коли наступить світанок», 2014, Денисов
- «Пляж», 2014, Едік
- «Повернешся — поговоримо», 2015, Іван Тіхонов
- «Клан ювелірів», 2015, Тимур Метревелі
- «Офіцерські дружини», 2015, Жан
- «Пес», 2015, Стажер
- «За законами воєнного часу», 2015, Дворський
- «Останній яничар», 2015, Мехмед
- «Прокурори», 2015, Святослав Пронько
- «На лінії життя», 2016, капітан Сидоренко
- «Вікно життя», 2016, Едік
- «Східні солодощі», 2016
- «Райське місце», 2016—2017, Максим Марченко
- «Прощаюся востаннє», 2017, Денис
- «Дружини на стежці війни», 2017, Жорик
- «Мій кращий ворог», 2017, Кирило
- «Скарбниця життя», 2018, друг Олександра
- «За вітриною», 2018, Володимир Яновський
- «Папаньки», 2018, Сашко
- «Чаклунки», 2018, Мендель
- «Дві матері», 2018, Стас
- «Зоя», 2019, Олег
- «З мене досить», 2019, Антон
- «Чорний ворон», 2019, Сотник Завірюха
- «Крути 1918», 2019, Олекса Савицький
- «Повернення», 2019, Влад
- «Місто закоханих», 2019, Кирило
- «Кровна помста», 2019, Кирило у молодості
- «Проти течії», 2020, Вітя
- «Найгірша подруга», 2020, Олександр Каневський, виконавчий директор компанії
- «Відплата», 2020, Артур Волков
- «Папаньки-2», 2020, Сашко
- «Євродиректор», 2020, Кирило, вчитель фізкультури
- «З ким поведешся», 2021
- «Авантюра на двох», 2021
- «Кріпосна», 2021
- «Місце під сонцем», 2021
- «Дитячий охоронець», 2021
- «Інший Франко», 2021, Андрій Грищук у молоді роки

## Дублювання та озвучення
Сотні ролей українською та російською для студій і телеканалів «1+1», «Starlight Production», «Le Doyen», «Постмодерн» та інших.